# Takla Makan
Takla Makan (zwana także Taklimakan; chiń. 塔克拉玛干沙漠, Tǎkèlāmǎgān Shāmò; ujg. ‏تەكلىماكان قۇملۇقى‎) – piaszczysta pustynia w zachodnich Chinach, w Kotlinie Kaszgarskiej.

## Położenie

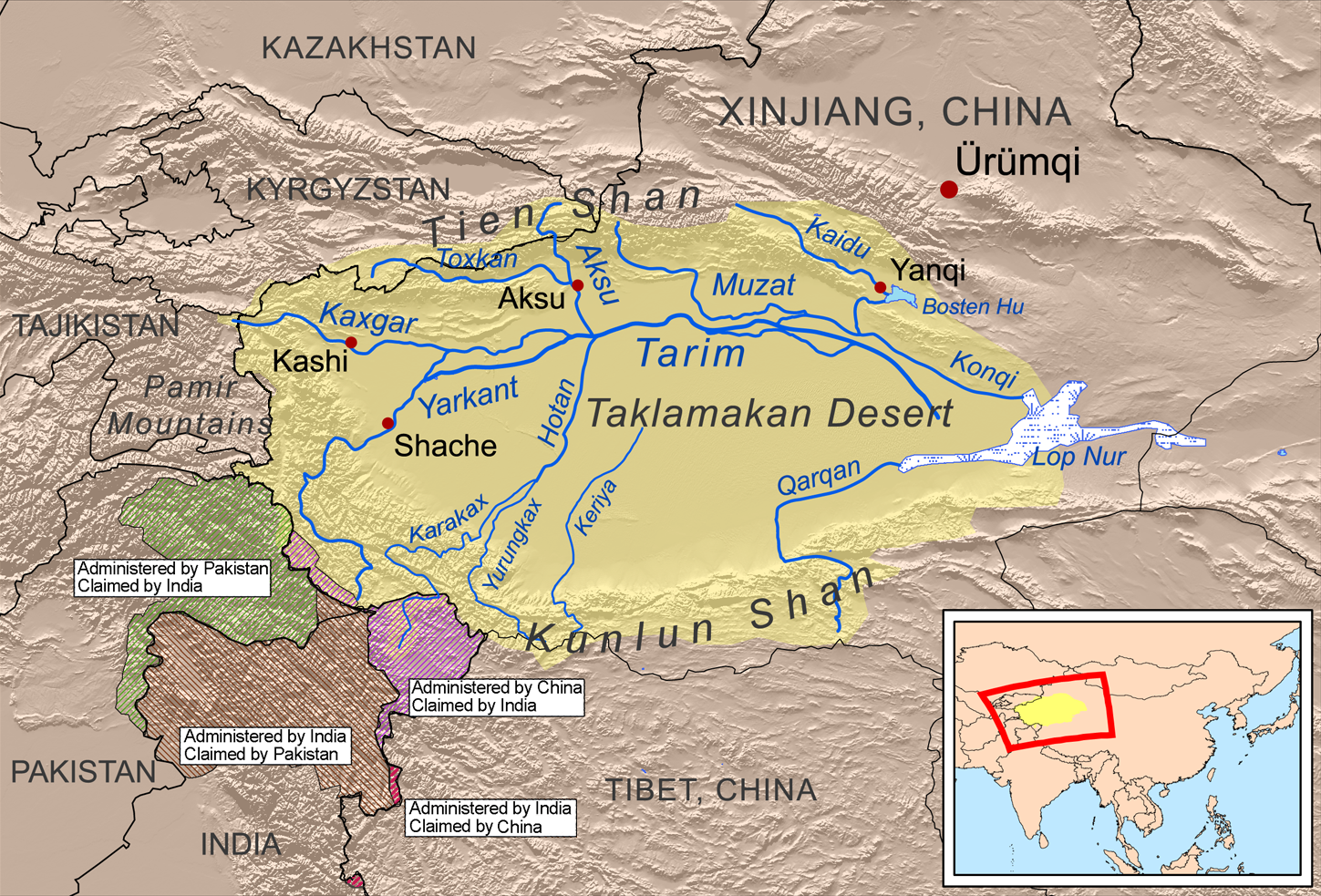
Położenie Takla Makan

Otaczają ją najwyższe łańcuchy górskie świata, m.in. Kunlun, Karakorum, Tienszan o wysokościach szczytów powyżej 7000 m n.p.m. (np. Pik Pobiedy). Wzdłuż jej północnego skraju płynie rzeka Tarym, zaś na północny wschód znajduje się (oddzielona niewielkim pasmem górskim Kuruktag) Kotlina Turfańska, w której jest jeden z najniższych punktów Azji (154 m p.p.m.).

## Nazwa
Wyjaśnienie pochodzenia nazwy tej pustyni z niewiadomych powodów stało się przedmiotem rozmaitych fantazji, szczególnie ze strony dziennikarzy twierdzących, że opierają się na informacjach przewodnika turystycznego lub „pewnego uczonego chińskiego”. Tymczasem nazwa ta pochodzi z języka zamieszkujących te tereny Ujgurów, którzy silnie redukują spółgłoskę -r na końcu wyrazu – w innych językach turkijskich pierwszy wyraz tej nazwy brzmiałby taklar, a po ujgursku brzmi właśnie takla (liczba mnoga od tak) i oznacza ‘łuki (architektoniczne)’ (również postać oboczna nazwy pustyni: Taklimakan wyraźnie wskazuje na jej ujgurskie pochodzenie, ponieważ zmiana samogłoski -a- w -i- w tej pozycji typowa jest właśnie dla języka ujgurskiego). Natomiast drugi wyraz makan oznacza ‘miejsce’ (zarówno tak, jak i makan są ostatecznie wyrazami pochodzenia arabskiego). Nazwę należy więc rozumieć jako ‘miejsce łuków’, ponieważ ludność miejscowa zauważyła, że wiejące tam wiatry od czasu do czasu odsypują piasek na tyle, że wyłaniają się spod niego resztki dawnych budowli, zwłaszcza fragmenty łuków, które wystają ponad inne zachowane resztki ścian. Natomiast objaśnienia znaczenia nazwy Takla Makan ~ Taklimakan typu ‘miejsce śmierci’ czy ‘wejdź, a nie wyjdziesz’ są nieetymologicznymi wymysłami, niezgodnymi z wiedzą o języku ujgurskim.

## Wielkość
Takla Makan jest drugą (po Ar-Rab al-Chali) największą pustynią piaszczystą świata, o powierzchni równej 270 tys. km², tj. bliskiej powierzchni Polski.

## Klimat
Klimat umiarkowanie ciepły kontynentalny, skrajnie suchy (średnie roczne sumy opadów nie przekraczają 50 mm). Wieją silne wiatry wzniecające burze piaskowe.

## Rzeki
Liczne krótkie rzeki (np. Karakax He, Keriya He, Czerczen-daria) spływające z otaczających gór wnikają w pustynię do 200 km i „gubią” wodę w piaskach Takla Makan. Wzdłuż północnego skraju płynie największa rzeka pustyni – Tarym.